# 양푸 대교

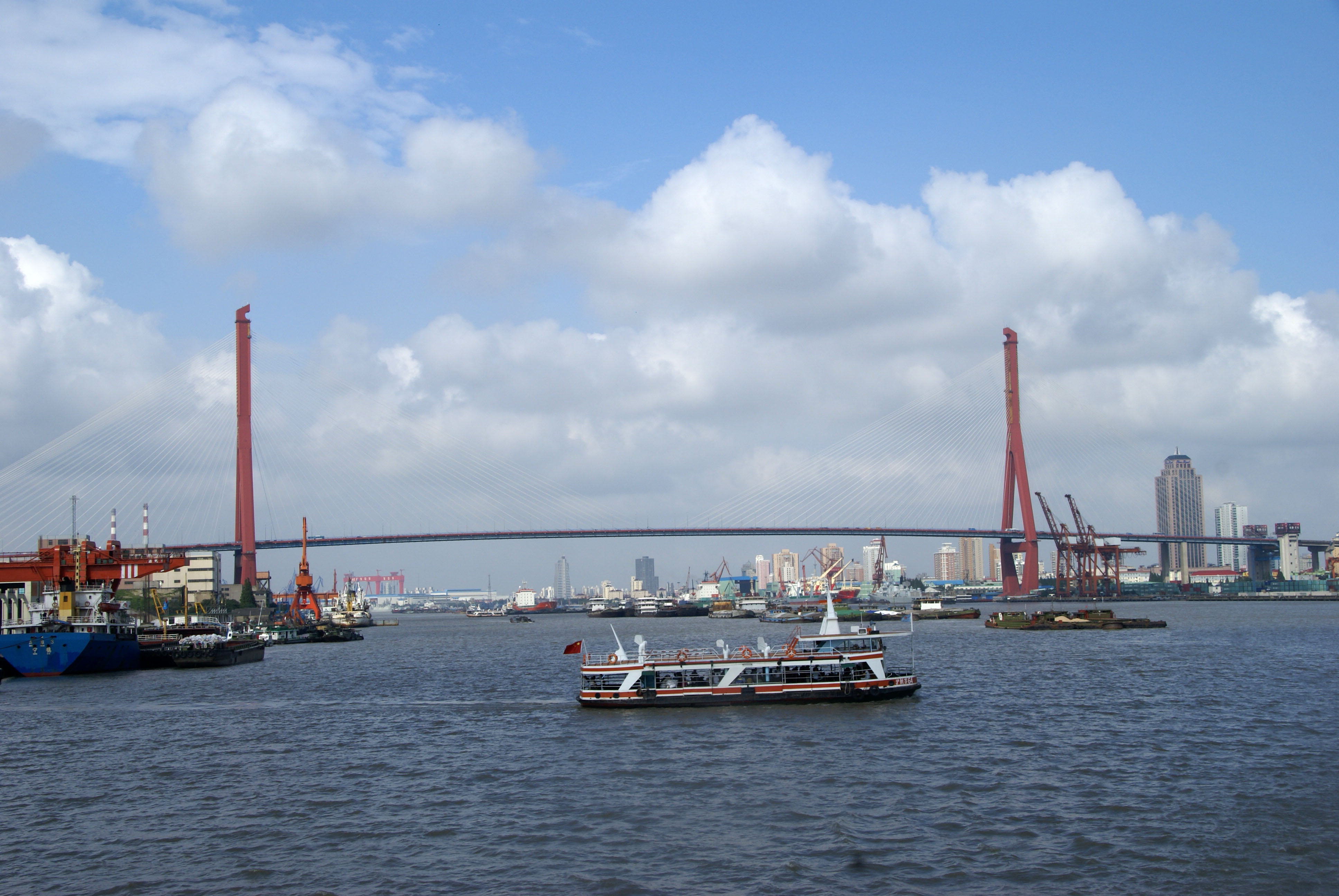
양푸 대교

양푸 대교(중국어 간체자: 杨浦大橋, 정체자: 楊浦大橋, 병음: Yángpǔ Dàqiáo)는 중화인민공화국 상하이 황푸강에 세워진 다리로 양푸 구와 푸둥 신구를 잇는 사장교이다.

## 개요
세 개의 대들보를 가진 두 개의 타워를 세우고, 다리를 걸친 사장교이다. 다리를 가로 지르는 길이는 243m + 602m + 243m, 전체 길이 8,354로 사장교로는 세계에서 네 번째로 긴 다리이다. 황푸강에서 두 번째로 1993년 10월에 개통한 다리이다.